# Austrolimnophila (Austrolimnophila) percara
Austrolimnophila (Austrolimnophila) percara is een tweevleugelige uit de familie steltmuggen (Limoniidae). De soort komt voor in het Neotropisch gebied.